# USS Sangamon (1862)
«Сенгамон» (англ. USS Sangamon) був броненосцем - монітором типу «Пассейк», виготовленим для ВМС Союзу під час другого року Громадянської війни в США, у ході якої він діяв на водних шляхах Конфедеративних Штатів Америки. Пізніше монітор повторно ввели у стрій під час Іспано-американської війни. Названий на честь річки Сенгамон, притоки Іллінойсу, яка протікає у однойменному штаті. 

## Історія служби

### Призначений для блокади Північної Атлантики
Монітор включили до Північноатлантичної ескадри блокади, і незабаром він почав ефективні, але не ефектні операції в Гемптон-Роудс, штат Вірджинія, і на багатьох річках, які протікають приблизно паралельно і впадають у Чесапікську затоку. «Сенгамон» був одним із життєво важливих кораблів військово-морського флоту, який гарантував армії Союзу контроль над водами, які  пронизують суходіл, що розділяли Вашингтон, округ Колумбія, і Річмонд, Вірджинія, за контроль над яким точилася запекла боротьба.  

### Різні місії на річках
«Сенгамон» виконував найрізноманітніші обов'язки. Монітор проводив розвідувальні експедиції вгору по річці, і часто вступав у бої з силами Конфедерації, позиції яких були приховані вздовж берегів. Корабель охороняв концентрацію військ Союзу та  патрулював верхню течію Джеймса, щоб запобігти загрозі флотилії Конфедерації транспортам Союзу.

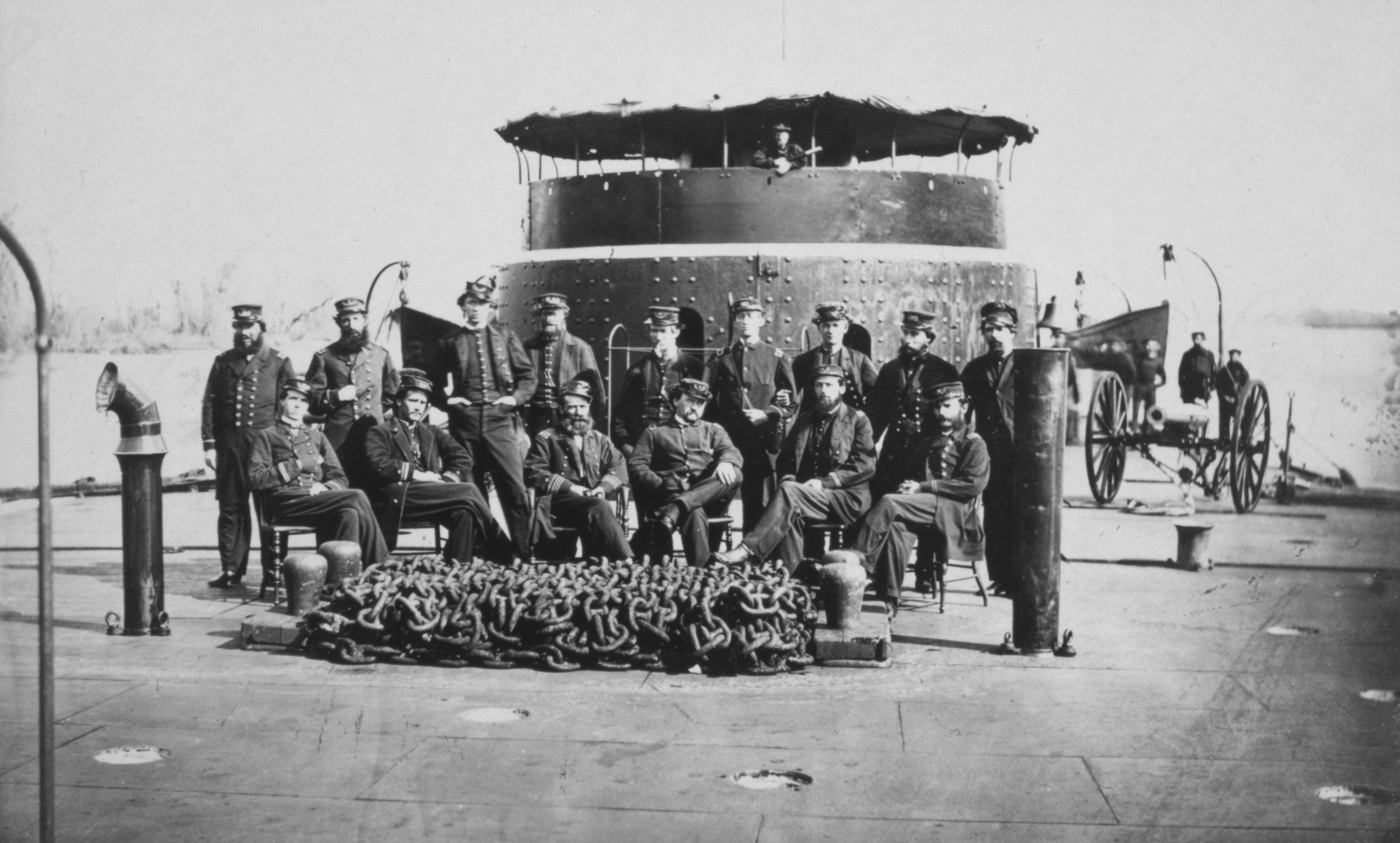
Офіцери «Сенгамона» на річці Джеймс, 1865 рік

У березні-квітні 1865 року, під час останнього натиску на Річмонд, штат Вірджинія, монітор допомагав в очищенні річки від мін Конфедерації (які тоді називалися торпедами) і нейтралізував загрозу від броненосців Конфедерації, щоб судноплавство Союзу могло безпечно прямувати до столиці Конфедерації. Одне з її останніх військових завдань, які «Сенгамон» мала виконати, полягала в тому, щоб супроводжувати флотилію буксирів, які буксирували раніше захоплений і недобудований казематний панцерник  Конфедерації «Тексес» до кінцевого пункту призначення на Військово-морську верф Норфолка 3 травня 1865 року. Загальну експедицію очолив тодішній капітан «Сенгамона», капітан-лейтенант Р. Чандлер.

### Операції після Громадянської війни
Після закінчення війни «Сенгамон» був списаний у Філадельфії та відправлений у резерв. Перейменована на «Джейсон» 10 червня 1869 року. Жодних відомості про будь-яку наступну активну службу відсутні, аж до моменту, коли монітор був повторно активований 13 травня 1898 року для служби під час Іспано-американської війни. Старий монітор розміщувався на острові Фішер, Лонг-Айленд, штат Нью-Йорк, де він забезпечував район Нью-Йорка певним ступенем військово-морського захисту від очікуваної загрози рейду іспанських крейсерів.